# Wojciech Lipski
Wojciech Lipski herbu Grabie (ur. 20 lutego 1805 w Lewkowie, zm. 22 sierpnia 1855 w Bad Kissingen) – ziemianin kaliski, polski działacz narodowy i społeczny.
Był synem Michała (1779-1813) i Józefy z Zarembów (1782-1820), wnukiem Wojciecha Walentego Lipskiego (1743-1810). Ukończył Korpus Kadetów w Kaliszu i Gimnazjum św. Macieja we Wrocławiu, a następnie uniwersytety w Halle i w Lipsku.
Był deputowanym ze stanu rycerskiego na sejm prowincjonalny Wielkiego Księstwa Poznańskiego w 1841 i 1843 roku. Znany także ze swoich apeli sejmowych o utworzenie uniwersytetu w Poznaniu.
Uczestniczył w powstaniu listopadowym, po przedostaniu się do Wielkiego Księstwa Poznańskiego został aresztowany za działalność polityczną i osadzony na rok w Głogowie. Uczestniczył także w wydarzeniach Wiosny Ludów 1848 roku. W czasie między tymi wydarzeniami był aktywny na polu działalności politycznej, a przede wszystkim społecznej – m.in. był współzałożycielem wielu towarzystw społeczno-gospodarczych w Poznańskiem, a także głównym fundatorem otwartego w 1845 Królewskiego Katolickiego Gimnazjum Męskiego w Ostrowie. Deputowany do Pruskiego Zgromadzenia Konstytucyjnego w 1848 roku. Po Wiośnie Ludów kontynuował swoją działalność – był posłem do sejmu pruskiego (z powiatu krotoszyńskiego), promował nowoczesną agronomię w swoich majątkach, organizował kursy postępowego rolnictwa, kursy dla pszczelarzy, wydawał gospodarczego "Ziemianina". Członek korespondent Galicyjskiego Towarzystwa Gospodarskiego (1851).
Pochowany został w grobowcu Lipskich w Lewkowie, a jego pogrzeb stał się wielką patriotyczną manifestacją.
Odznaczony krzyżem Virtuti Militari. Jego imię noszą: dawne Królewskie Katolickie Gimnazjum w Ostrowie, obecnie I Liceum Ogólnokształcące im. Kompałły i Lipskiego, oraz Szkoła Podstawowa im. Wojciecha Lipskiego w Lewkowie.